# Campionati europei di nuoto di fondo 1993
La IIIª edizione dei campionati europei di nuoto di fondo ha avuto luogo a Slapy Dam, nella Repubblica Ceca, il 28 e 29 agosto 1993.

È stata l'ultima edizione indipendente dell'evento, prima che il nuoto in acque libere venisse inglobato nel programma dei Campionati europei di nuoto. La manifestazione tornerà poi ad essere riproposta in questo formato a partire dal 2008.

## Medagliere
| Posizione | Paese       |   |   |   | Totale |
| --------- | ----------- | - | - | - | ------ |
| 1         | Italia      | 2 | 1 | 0 | 3      |
| 2         | Rep. Ceca   | 1 | 0 | 2 | 3      |
| 3         | Francia     | 1 | 0 | 0 | 1      |
| 4         | Paesi Bassi | 0 | 3 | 1 | 4      |
| 5         | Ungheria    | 0 | 0 | 1 | 1      |
| Totale    | Totale      | 4 | 4 | 4 | 12     |

## Risultati

### Uomini
| Evento | Oro              | Perform.  | Argento         | Perform.  | Bronzo        | Perform.  |
| 5 km   | Marco Formentini | 58'10"9   | Claudio Gargaro | 59'08"2   | Alex Havranek | 59'41"4   |
| 25 km  | Dario Taraboi    | 5h 28'06" | Hans van Goor   | 5h 36'12" | Attila Molnár | 5h 44'30" |

### Donne
| Evento | Oro             | Perform.   | Argento        | Perform.   | Bronzo       | Perform.   |
| 5 km   | Olga Spíchalová | 1h 02'27"3 | Carla Geurts   | 1h 02'59"3 | Eva Novaková | 1h 03'46"5 |
| 25 km  | Anne Chagnaud   | 5h 47'55"8 | Gea Veldhuizen | 5h 52'52"2 | Wendy Kater  | 5h 53'03"7 |